# The Vahan
The Vahan war eine von Walter Gorn Old und G.R.S. Mead herausgegebene theosophische Zeitschrift. Sie bestand von 1890 bis 1920 in London. Eine deutsche Ausgabe wurde von etwa 1900 bis 1906 von Sophie Gräfin von Brockdorff herausgegeben.

## Geschichte
Vahan kann mit Träger, Mittler oder Medium übersetzt werden. Der Titel der Zeitschrift sollte demnach auch sein Ziel versinnbildlichen: Träger der theosophischen Idee zu sein und Mittler zwischen der Theosophischen Gesellschaft und ihren Mitgliedern zu werden.
1884/85 kam Helena Blavatsky durch das Bekanntwerden der Coulomb-Affäre und später des Hodgson Reports unter Druck und musste daraufhin Indien verlassen. Bis zu ihrer Abreise aus Indien 1885 war Blavatsky Corresponding Secretary (nach heutigem Maßstab mit PR-Beauftragte oder Pressesprecherin zu übersetzen) der Theosophischen Gesellschaft gewesen und übte beträchtlichen Einfluss auf die Geschicke der Organisation aus. Mit ihrer Abreise war auch die Aufgabe dieser Position verbunden und damit der Verlust praktisch jeglicher Autorität in der Gesellschaft. Nachdem Blavatsky 1887 durch die Gründung der Blavatsky Lodge in London wieder Rückhalt und Unterstützung erfahren hatte, rief sie im Juli 1890 eine eigene europäische Sektion, die European Section of the Theosophical Society ins Leben. In dieser Sektion fasste sie alle Landessektionen (z. B. die British Section of the Theosophical Society) und Logen in Europa zusammen. Die leitenden Positionen wurden mit Blavatsky treu ergebenen Mitarbeitern besetzt und dadurch konnte sie neuerlich persönlichen Einfluss auf die theosophische Lehre nehmen. Diese europäische Sektion war wohl offiziell der Zentrale der Theosophischen Gesellschaft in Adyar und damit dessen Präsidenten Henry Steel Olcott unterstellt, real aber weitgehend Blavatskys Willen unterworfen.
Um den so neu gewonnenen Einfluss auch zu den einzelnen Theosophen in Europa transportieren zu können, rief Blavatsky die Zeitschrift The Vahan ins Leben und übergab die Funktion des Herausgebers an Walter Gorn Old. Der Vahan war somit das offizielle Publikationsorgan der europäischen Sektion der Theosophischen Gesellschaft.
Die Zeitschrift erschien erstmals im Dezember 1890 in zweiwöchentlichem Abstand. Die ersten 15 Ausgaben wurden unter der Leitung von Walter Gorn Old herausgegeben. Nach Blavatskys Tod, im Mai 1891, übernahm ab August 1891 George Robert Stow Mead (G.R.S. Mead) die Herausgabe, er änderte die Erscheinungsweise auf monatlich. Nach Meads Ausscheiden aus der Theosophischen Gesellschaft im Februar 1909, besteht Unklarheit über den/die weiteren Herausgeber.
Die europäische Sektion wurde um 1920 im Zuge von Umstrukturierungsmaßnahmen aufgelöst und die Landessektionen wieder direkt der Zentrale in Adyar unterstellt. Damit verlor der Vahan seine Berechtigung und Aufgabe. Im Dezember 1920 erschien die letzte Ausgabe, dann wurde die Zeitschrift eingestellt. Inzwischen brachten auch die meisten Landessektionen eigene Zeitschriften, welche besser auf die spezifischen Belange eingehen konnten, heraus.

## Inhalt
Die Zeitschrift diente vor allem dem Austausch von Meinungen, Kritiken und Neuigkeiten innerhalb der europäischen Sektion aber auch der gesamten Theosophischen Gesellschaft. Mitglieder konnten Fragen stellen, die in einer der nächsten Ausgaben beantwortet wurden. Ebenso wurden Bücher vorgestellt und empfohlen aber auch die Gründung neuer Logen oder die Schwerpunktsetzungen bestehender Logen besprochen. Die Termine und der Inhalt anstehender Kurse oder Kongresse gelangten auf diesem Wege zu den Mitgliedern wie die Zeitschrift allgemein dazu diente, die Kommunikation untereinander und damit die Bindung an die Theosophische Gesellschaft zu vertiefen.

## Deutsche Ausgabe
Von etwa 1900 bis 1906 wurde von Sophie Gräfin von Brockdorff eine deutsche Ausgabe des Vahan unter dem Titel Der Vahan – Unabhängige Monatsschrift für Theosophie herausgegeben. Diese erschien zuerst im Rahmen der Deutschen Theosophischen Gesellschaft (D.T.G.) und ab 1902 bei der Deutschen Sektion der Theosophischen Gesellschaft (DSdTG). [1]